# Tséri
Tséri (en grec moderne : Tσέρι ; turc : Çeri) est une commune chypriote qui se trouve au sud de Nicosie. Ses habitants sont appelés les Tseriotis.

## Géographie

### Situation

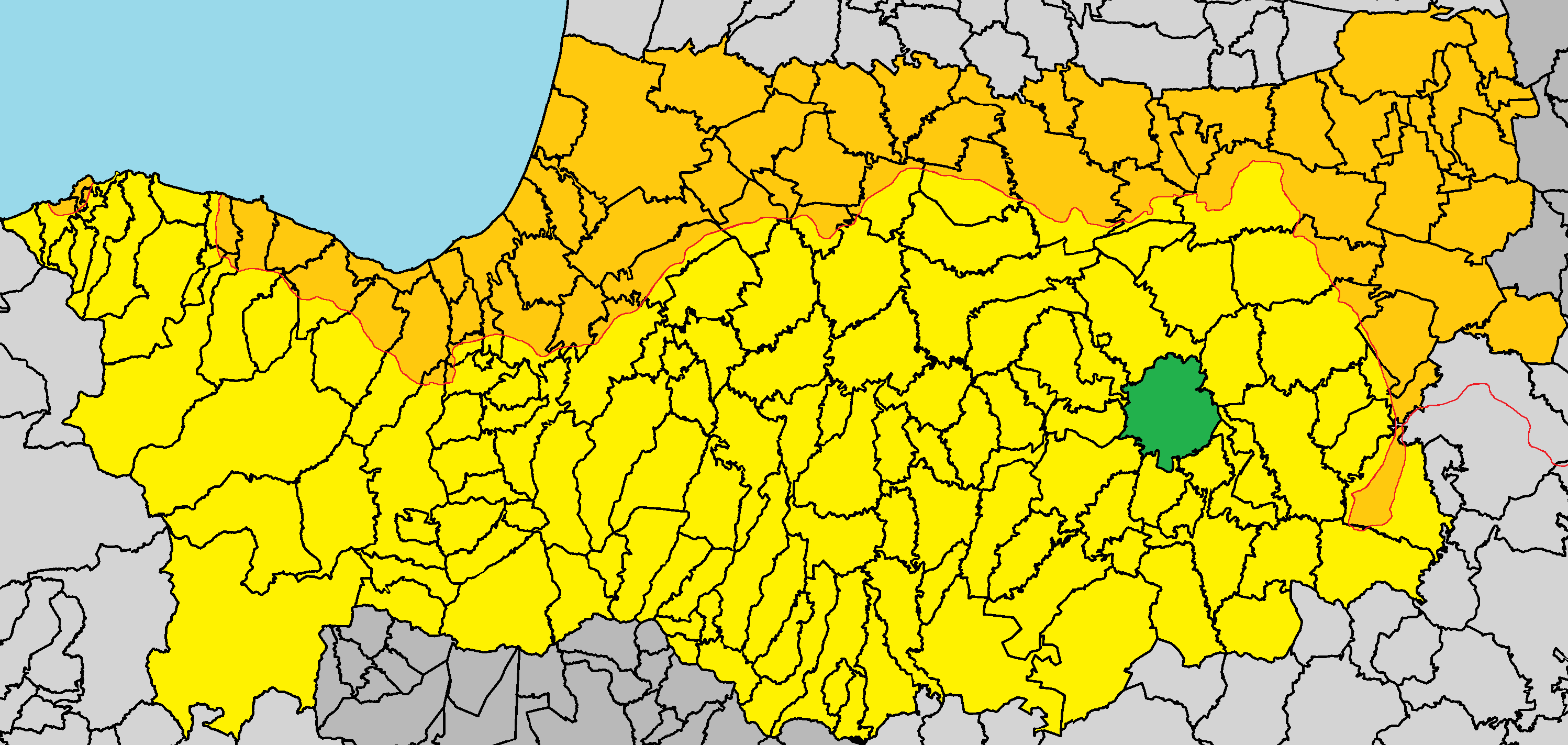
Tséri (en vert) dans le district de Nicosie.

La ville de Tséri se trouve dans l'est du district de Nicosie, à seulement 5 km au sud de Nicosie.
Les communes limitrophes sont Lakatámia au nord, Latsiá à l'est, Psimolófou à l'ouest, Nísou au sud-est.

## Politique et administration

### Liste des maires
| Période | Période  | Identité                | Étiquette | Qualité |
| ------- | -------- | ----------------------- | --------- | ------- |
|         |          |                         |           |         |
| 2012    | 2016     | Alkiviadis Constantinou |           |         |
| 2017    | En cours | Stavros Michael         |           |         |

## Population et société

### Démographie
L'évolution du nombre d'habitants est connue à travers les recensements de la population effectués dans la commune depuis 1881.
En 2011, la commune comptait 7 035 habitants, en augmentation de 34,2 % par rapport à 2001.
| 1881 | 1891 | 1901 | 1911 | 1921 | 1931 | 1946 | 1960 | 1973 |
| ---- | ---- | ---- | ---- | ---- | ---- | ---- | ---- | ---- |
| 325  | 402  | 411  | 450  | 521  | 561  | 679  | 826  | 937  |

| 1976  | 1982  | 1992  | 2001  | 2011  | - | - | - | - |
| ----- | ----- | ----- | ----- | ----- | - | - | - | - |
| 1 205 | 2 455 | 4 176 | 5 243 | 7 035 | - | - | - | - |